# Cryptocarya fluminensis
Cryptocarya fluminensis är en lagerväxtart som beskrevs av André Joseph Guillaume Henri Kostermans. Cryptocarya fluminensis ingår i släktet Cryptocarya och familjen lagerväxter. Inga underarter finns listade i Catalogue of Life.